# Monde
Monde war eine vom 9. Juni 1928 bis 10. Oktober 1935 in insgesamt 353 Nummern mit meist 16 großformatigen Seiten in Paris erschienene „Wochenzeitung für literarische, künstlerische, wissenschaftliche, ökonomische und soziale Information“ (so der Untertitel bis Oktober 1932; danach: „Internationale Wochenzeitung“).

## Mitarbeiter
Gründer und Direktor der Zeitung war Henri Barbusse, seit 1923 Mitglied der Französischen Kommunistischen Partei. Dem bis Oktober 1932 bestehenden Direktionskomitee gehörten an: Albert Einstein, Maxim Gorki, Mihály Károlyi (ab Mai 1930), Upton Sinclair, Manuel Ugarte, Miguel de Unamuno, Léon Bazalgette (bis zu seinem Tod im Dezember 1928), Matthias Morhardt, Léon Werth (bis zur Übernahme der Chefredaktion im Februar 1931).
Erster Chefredakteur war Augustin Habaru; nach ihm leiteten Emmanuel Berl (Spätsommer 1930 bis Februar 1931) und Léon Werth die Redaktion (Februar 1931 bis Oktober 1932), später Alfred Kurella (September bis Dezember 1933).
Das äußere Bild von Monde wurde in den ersten Jahren wesentlich durch die Titelillustrationen sozialkritischer Maler und Grafiker bestimmt; darunter waren neben jungen unbekannten Künstlern Frans Masereel, Käthe Kollwitz, George Grosz, Diego Rivera, Alexander Deineka, dann auch Henri Matisse, Amedeo Modigliani, Pablo Picasso sowie Camille Corot, Vincent van Gogh, Théophile Steinlen und Honoré Daumier. Vom Herbst 1931 an prägten die Titelblätter, Illustrationen und Umbruchgestaltung Max Lingners das Erscheinungsbild. Zu den mehrere hundert Beiträgern gehörten neben den Mitgliedern des Direktionskomitees u. a. Emmanuel Berl, Jean-Richard Bloch, Blaise Cendrars, Jean Cocteau, Ilja Ehrenburg, Sergei Eisenstein, Mahatma Gandhi, Ernst Glaeser, Panaït Istrati, Siegfried Kracauer, André Malraux, Paul Nizan, Magdeleine Paz, Henry Poulaille, Ludwig Renn, Amilcare Rossi, Lidia Seifulina und Victor Serge. Eine bibliographische Erschließung nach Autoren, Illustratoren und Artikeln liegt bis heute nicht vor.

## Geschichte
Die Gründung von Monde bereitete Barbusse – nachdem ihm die Leitung der 1919 gegründeten Zeitschrift Clarté entglitten war – seit Ende 1925 vor. Die Unterstützung des damaligen sowjetischen Volkskommissars für das Bildungswesen Anatoli Lunatscharski gewann er mit dem Konzept eines Blattes, das „natürlich keine politische Färbung haben und keinesfalls einen kommunistischen Ursprung kundtun darf. Es wird sich als eine Zeitung für umfassende literarische Information und Meinungsbildung darstellen müssen. Es sollte sich nur durch literarische und journalistische Qualität durchsetzen [...], die Aufmerksamkeit allein durch seinen Wert und seine eigene Autorität erregen und auf sich ziehen.“ Über Intellektuellenkreise hinaus war angestrebt, „prinzipiell und faktisch Kopfarbeiter und Handarbeiter einander näher zu bringen“ – auf das Proletariat zu wirken und Proletarier in der Zeitung zu Wort kommen zu lassen. Die konkreten Vorbereitungen zur Gründung begannen nach der ersten Konferenz der proletarischen und revolutionären Schriftsteller in Moskau im November 1927, an der Barbusse teilgenommen hatte. Bis zur Einstellung der Wochenzeitung wurde Monde aus Moskau mit bedeutenden Summen subventioniert; die Finanzierung erfolgte aber auch durch den Verkauf von Aktien, und Barbusse glich Defizite immer wieder aus privaten Mitteln aus.
In der ersten Phase ihrer Tätigkeit öffnete sich die Zeitschrift der bolschewistischen wie der libertären Linken. Große Umfragen galten der proletarischen Literatur und der Krise der sozialistischen Idee. Die Breite des Inhalts lässt sich am Beispiel der Nummer 32 vom 23. Februar 1929 verdeutlichen: Sie enthielt eine Umfrage über den „Vertrag zwischen dem [italienischen] Faschismus und dem Vatikan“, Artikel über den „Klerikalismus in der Schule“, „Die Diktatur Primo de Riveras“, „Das Theater in Deutschland“, „Azorín“, „Leonhard Frank“, „Die Finanzierung des Krieges“, „Das Fernsehen“ und den „Skandal des Radium-Monopols“, Rubriken zu den damals modernen Medien Radio und Schallplatte sowie einen Fortsetzungsroman. Für den Sommer 1930 ist eine Auflage von 40.000 Exemplaren belegt.
Vom Herbst 1929 an wurden Monde und (zurückhaltender) Barbusse durch Vertreter der Kommunistischen Internationale und der Internationalen Vereinigung Revolutionärer Schriftsteller scharf kritisiert als „Tanzboden [...] für alle Salonsozialisten der Welt, die sich noch immer revolutionär nennen“. Barbusse verteidigte sein Konzept bis in den Sommer 1932 – auch noch, nachdem Monde auf der Charkower Konferenz der revolutionären Schriftsteller im November 1930 als „Zeitschrift des reaktionären und dem revolutionären Proletariat feindlich gesinnten Kleinbürgertums“ verurteilt worden war. Die Surrealisten bezeichneten sie als „eine dreckige Konfusion, die einer Dosis prosowjetische Propaganda ein ganzes Volk von Hunden, Verrätern und Literaten beigesellt, von denen man uns glauben machen will, sie hätten das Recht, das Werk jener Weltrevolution zu preisen, deren schlimmste Feinde sie sind“. Die weitere, insbesondere auch finanzielle, Unterstützung der Wochenzeitung durch die Kommunistische Internationale erlangte Barbusse – den Stalin persönlich unterstützte – nach einer Selbstkritik, die die Distanzierung von „parteilosen und aus der Partei ausgeschlossenen trotzkistischen Elementen, Sozialdemokraten und Liberalen“ versprach. Der Verabschiedung des ursprünglichen Direktionskomitees und der Änderung des Untertitels im Oktober 1932 folgte ein knappes Jahr später – maßgeblich von Alfred Kurella organisiert – die Trennung von jenen Mitarbeitern aus der libertären Linken, die die stalinistisch gewordene Politik der kommunistischen Bewegung ablehnten.
Monde geriet damit in eine Krise. Im gesamten Jahr 1934 konnte die Zeitung nur zweiwöchentlich erscheinen. Einen letzten Höhepunkt bildete die ausführliche Berichterstattung vom Ersten Internationalen Schriftstellerkongreß zur Verteidigung der Kultur in Paris (21. bis 25. Juni 1935). Kurz nach dem Tod von Barbusse am 30. August 1935 musste die Zeitung eingestellt werden – obwohl ihr Konzept in der in Frankreich entstehenden Volksfront eine wichtige Rolle hätte spielen können. Die Geschichte von Monde kann als Beispiel dafür gelten, wie die kommunistische Bewegung im Zuge der Stalinisierung ihren emanzipatorischen Gehalt und ihre Wirkungsmöglichkeiten selbst vernichtet hat.